# Moudjebara
Moudjebara là một đô thị thuộc tỉnh Djelfa, Algérie. Dân số thời điểm năm 2002 là 10.365 người.